# アゾカン
アゾカン(Azocane)は、分子式が C7H15N の複素環式有機化合物である。7の炭素原子と1個の水素原子が結合した1個の窒素原子から構成される飽和八員環からなる。アゾカンの完全不飽和のアナログは、アゾシンである。
アゾカンの用途は限られているが、グアネチジンとトロシミンの合成に使われている。